# De frente al sol
De frente al sol (magyarul: Szemben a nappal) egy mexikói telenovella, amit a Televisa készített 1992-ben. A főszerepben María Sorté, Alfredo Adame, Angélica Aragón, Itatí Cantoral, Arcelia Ramírez és Eduardo Santamarina voltak, míg a gonosz szerepekben Anna Silvetti, José Elías Moreno, Lilia Aragón, Alejandra Maldonado, Ariel López Padilla és Tomás Goros voltak. 

## Történet
Alicia Sandoval (María Sorté) egy egyedülálló nő, aki nagy áldozatokat hozott hogy a lányának, Carolinának, jó iskolája legyen. Alicia legjobb barátnője, Chole (Angélica Aragón), egy bennszülött, indián nő, aki anyjával, az eleven Licchel és lányával Lupitával él együtt. Lupita szégyelli a származását, emiatt lenézi anyját és nagyanyját. Carolina (Arcelia Ramírez) és Lupita (Itati Cantoral) egy középiskolába járnak, ahol rövidesen nagy barátság szövődik közöttük. 
Alicia a Miramar rádiónál dolgozik bemondóként Veracruzban, aminek tulajdonosa Daniel Santana (Eric del Castillo), egy özvegy férfi akinek van egy lánya, Elena. Daniel szereti és csodálja Aliciát, aki ezzel szemben nem érdeklődik a férfi iránt emellett folyamatosan szenved Eulogio zaklatásától, aki egy fanatikus rajongója, aki folyton hallgatja a műsorát. 
Szerencsére, minden nehézség ellenére megismerkedik Eduardo Fuentesszel (Alfredo Adame), egy férfival, aki fiatlabb nála, de beleszeret a férfiba. Románcukat nehezíti hogy Eduardo anyja, Ofelia teljesen ellenzi a kapcsolatukat, a helyzetet nehezíti még hogy Sara, Eudardo ex-barátnője még mindig Eduardót akarja, így mindent megtesz, hogy a férfit visszaszerezze.
Ofelia és Sara mellett Aliciának szembe kell nézni legádázabb ellenségével: Noemi Serranóval (Anna Silvetti), a konkurens rádióállomás Radio Cafetal tulajdonosával és bűntársával Armando Morán Mariñóval. Noemi mindenki elől titkolja, hogy Alicia a Radio Cafetal társtulajdonosa, ugyanis Eugenio: Carolina apja és Noemi férje halála előtt ráhagyta a rádióban levő részesedését örökségként. 
Aliciának és Chole-nak a lányaik okozta családi problémákkal is meg kell küzdeniük. Ám minden viszontagság, probléma, bánat és fájdalom ellenére a két nő megtanulja, hogy mindig lehet újra kezdeni, ha elbotlanak mindig fel lehet állni és megküzdeni mindennel és "nappal szemben" menni. 

## Szereplők
- María Sorté - Alicia Rafaela Sandoval Gatica
- Alfredo Adame - Eduardo Fuentes Villalba
- Angélica Aragón - Soledad "Chole" Buenrostro
- Lilia Aragón - Ofelia Villalba Vda. de Fuentes
- Anna Silvetti - Noemí Serrano Cossío Vda. de Menéndez
- Itatí Cantoral - Guadalupe "Lupita" Buenrostro
- José Elías Moreno - Armando Morán Mariño
- Arcelia Ramírez - Carolina Menéndez Sandoval
- Eduardo Santamarina - Luis Enrique Bermúdez
- Ada Carrasco - Lich Vda. de Buenrostro
- Tomás Goros - Eulogio Peredo
- Eric del Castillo - Daniel Santana
- Sergio Klainer - Adrián Bermúdez
- Lupita Lara - Úrsula
- Mónica Miguel - Amaranta Gatica
- Miguel Córcega - Hernán
- Joel Núñez - Humberto "El Cubano"
- Sara Luz - Adela
- Ariel López Padilla - Juan Carlos Fuentes Villalba
- Alejandra Maldonado - Sara
- René Muñoz - Quijano
- Maritza Olivares - Elena Santana
- Romina Castro - Tina
- Ricardo de Loera - Zamudio
- Manuel Guízar - Guzmán
- Gloria Jordán - Mica
- Eduardo Rivera - Jacinto
- Carlos Girón  - Carlos
- Leonardo Daniel - Adrián Bermúdez  (fiatalon)
- Héctor Parra - Armando Morán Mariño (fiatalon)
- Susana Lozano - Noemí Serrano (fiatalon)
- Ramiro Huerta - Cheo
- Dinorah Cavazos - Mela
- Andrés Gutiérrez - Fayo
- Sofía Tejeda - Victorina
- Rubén Trujillo - Paco
- Germán Gutiérrez - Hugo
- Mauricio Achar - Alex
- Jorge Cáceres - Ordóñez
- Jesús Hernández - Mensajero
- Lucy Tame
- Jorge Fink
- María Clara Zurita
- Eva Díaz
- Lourdes Enríquez
- Arturo Guízar
- Susana Lozano
- Jade Rubí
- Isadora González
- Rodrigo Zurita
- Evangelina Sosa  - Aurora
- Eugenio Derbez - Crispin